# Weiz
Weiz là một thị trấn có ở phía đông Styria, nước Áo. Đô thị Weiz có diện tích 5,07 km², dân số thời điểm cuối năm 2005 là 8799 người.
Đô thị này kết nghĩa với Grodzisk Mazowiecki, Ba Lan